# 辛康

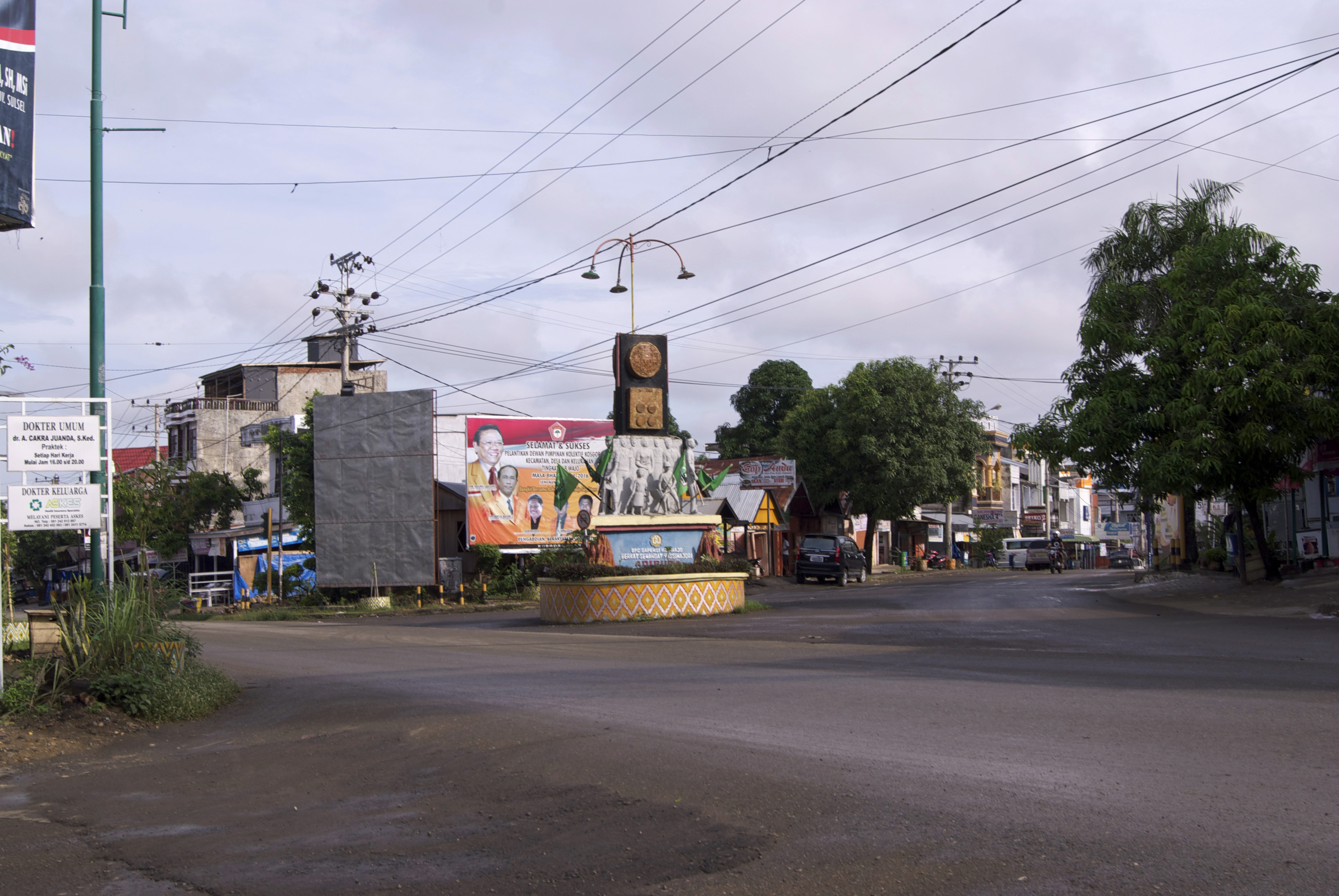
辛康城镇中心

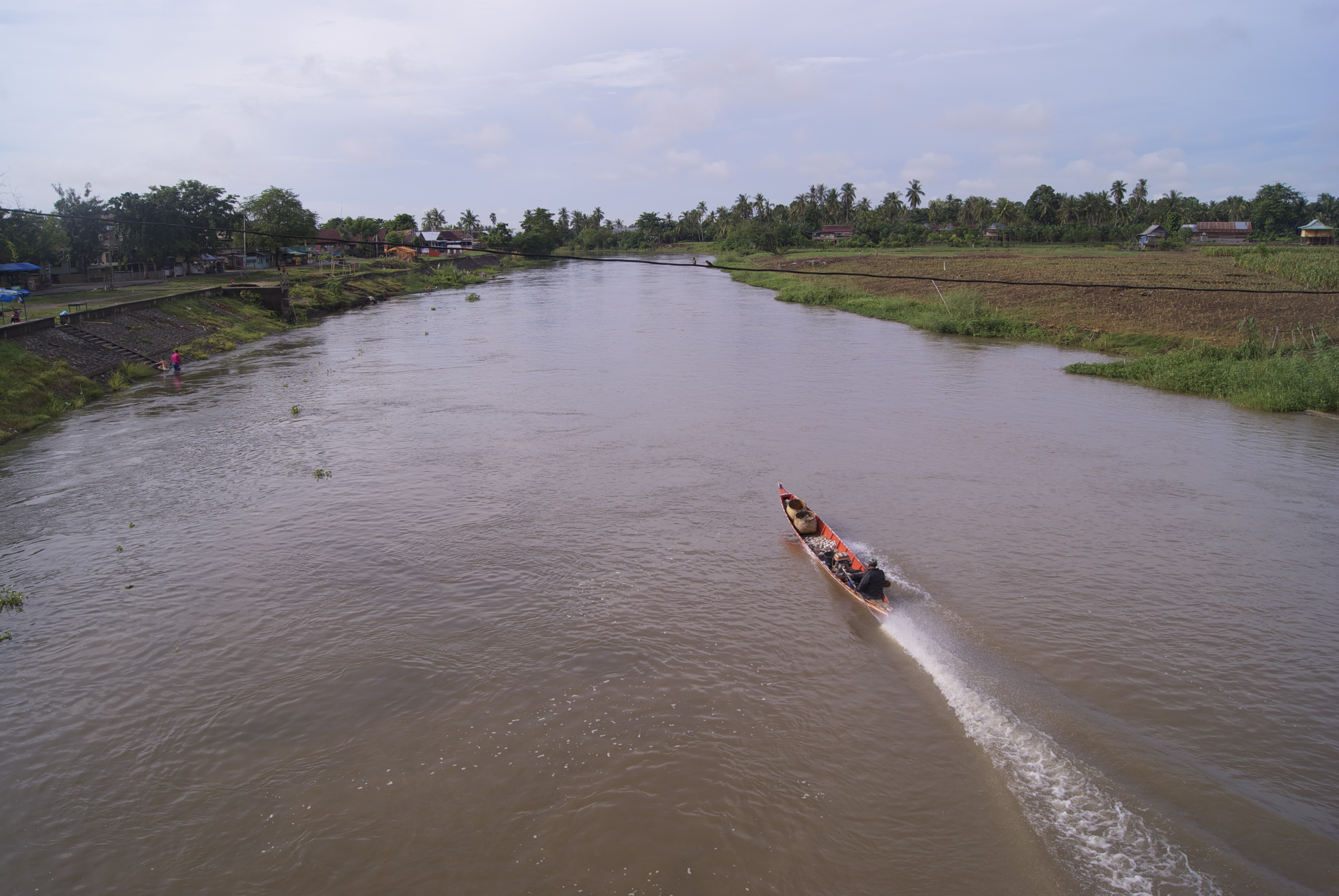
辛康附近的伦波河（Lompo）

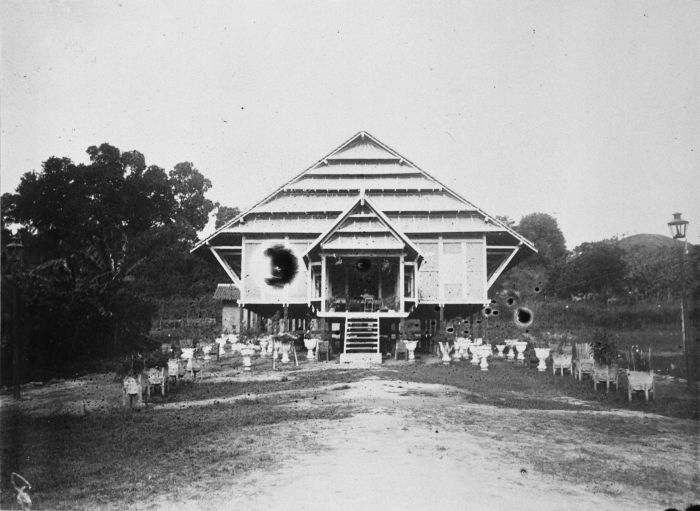
1930年当地一位王子的宫殿

辛康（Sengkang）是印度尼西亚南苏拉威西省的一个城镇，是瓦久县的县治所在，位于苏拉威西岛南半岛中部内陆，西滨坦佩湖。2010年统计，辛康所在的坦佩区（Kecamatan Tempe）共有61,053人。

## 资料来源
1. ↑  Biro Pusat Statistik, Jakarta, 2011.